# Zandobbio
Zandobbio (lombardul: Zandòbe) település Olaszországban, Lombardia régióban, Bergamo megyében. Lakosainak száma 2712 fő (2023. január 1.). Zandobbio Foresto Sparso, Entratico, Credaro, Villongo és Trescore Balneario községekkel határos.

## Népesség
A település lakossága az elmúlt években az alábbi módon változott:
| Lakosok száma | 2706 | 2732 | 2712 |
|               | 2017 | 2018 | 2023 |